# Ochrona gatunkowa roślin
Ochrona gatunkowa roślin – prawny sposób zabezpieczenia rzadko występujących gatunków dziko rosnących roślin zagrożonych wyginięciem. Gatunków chronionych nie wolno niszczyć, zrywać, zbierać, niszczyć ich siedlisk, sprzedawać, nabywać, przewozić przez granicę państwa itp. W Polsce dla gatunków ściśle chronionych na odstępstwo od takiego zakazu może wyjątkowo wyrazić zgodę Generalny Dyrektor Ochrony Środowiska, dla gatunków częściowo chronionych - Regionalny Dyrektor Ochrony Środowiska. Gatunki częściowo chronionych gatunków roślin mogą być dopuszczone do limitowanego zbioru na potrzeby ziołolecznictwa.

## Historia
Ochrona gatunkowa wybranych gatunków roślin funkcjonuje w niemal wszystkich państwach. W Polsce za jej początki uważa się przepisy chroniące cisa, jakie obowiązywały w Polsce już w średniowieczu. Ochronę gatunkową roślin w nowoczesnym rozumieniu tego słowa zapoczątkowano w Europie pod koniec XIX w. w Szwajcarii, a następnie w Austrii zarządzeniami dotyczącymi ochrony szarotki. W Polsce pierwszych 6 gatunków roślin objęto ścisłą ochroną w 1919 r., a w 1946 r. wydano pierwsze rozporządzenie o ochronie gatunkowej, którym objęto 110 gatunków roślin. Przepis ten został zastąpiony nowym rozporządzeniem w 1957. Później lista roślin chronionych była wielokrotnie modyfikowana, przy czym zmieniano zarówno listę gatunków chronionych jak i podstawy prawne ochrony gatunkowej (kolejno w 1983, 1995, 2001, 2004, 2012 i 2014 roku).

## Aktualna podstawa prawna w Polsce
Najnowsze Rozporządzenie Ministra Środowiska z dnia 9 października 2014 r. w sprawie ochrony gatunkowej roślin opublikowane zostało 16 października 2014 roku (Dziennik Ustaw Rzeczypospolitej Polskiej, poz. 1409) i weszło w życie z dniem następnym, tj. 17 października 2014. Tym samym w dniach 1-16 października 2014 r. ochrona gatunkowa roślin nie obowiązywała (poprzednie Rozporządzenie Ministra Środowiska wygasło z dniem 30 września 2014 r., co wynikało z nowelizacji ustawy o ochronie przyrody). Rozporządzenie na podstawie art. 48 ustawy z dnia 16 kwietnia 2004 r. o ochronie przyrody określa w załącznikach gatunki:
- objęte ochroną ścisłą,
- objęte ochroną częściową,
- objęte ochroną częściową, które mogą być pozyskiwane, oraz sposoby ich pozyskiwania,
- wymagające ustalenia stref ochrony ich ostoi lub stanowisk.

Rozporządzenie zawiera także wykaz zakazów i wyjątków od nich oraz sposobów ochrony.